# Roman Feldmeyer
Roman Feldmeyer (* 9. Juni 1895 in Würzburg; † 18. oder 20. Dezember 1950 in München) war ein deutscher Maler.
Feldmeyer diente im Ersten Weltkrieg und schuf über seine Kriegserlebnisse mehrere Gemälde. Er studierte ab 1919 in München an der Akademie der Bildenden Künste bei Franz von Stuck, Angelo Jack und Adolf Hengeler Malerei. Er galt als gemäßigter Impressionist und bevorzugte als Landschaftsmaler oberbayerische Motive.
Feldmeyer war überzeugter Nationalsozialist, was sich in seinen Werken deutlich widerspiegelt. In der Zeit des Nationalsozialismus war er Mitglied der Reichskammer der bildenden Künste. Für diese Zeit ist seine Teilnahme an 20 großen Gruppenausstellungen sicher belegt, darunter 1941 „Deutsche Künstler und die Waffen-SS“, 1944 in Breslau: „Deutsche Künstler und die SS“ und von 1938 bis 1944 alle Großen Deutschen Kunstausstellungen in München. Dabei erwarb Hitler die Ölgemälde Der Schützengraben des Führers, Hauptkampfstätte des Regiments unseres Führers, Aus dem Kampfgebiet der Division Adolf Hitlers, Hier kämpfte Adolf Hitler und Fromelles – hier kämpfte Adolf Hitler. Ein weiteres Gemälde erwarb u. a. Hermann Esser.
Feldmeyer war 1941 am Überfall der Wehrmacht auf die Sowjetunion beteiligt und schuf davon u. a. das Ölgemälde Am frühen Morgen des 22. Juni 1941, das das Wirtschafts-Verwaltungshauptamt beim Reichsführer SS 1943 erwarb.